# Nemanja Majdov
Nemanja Majdov (Istočno Sarajevo, 10 agosto 1996) è un judoka serbo.

## Palmarès
- Mondiali

Budapest 2017: oro nei 90 kg.
Tokyo 2019: bronzo nei 90 kg.
- Europei

Tel Aviv 2018: argento nei 90 kg.
Praga 2020: argento nei 90 kg.
- Giochi del Mediterraneo

Tarragona 2018: argento nei 90 kg.
- Giochi olimpici giovanili

Nanchino 2014: argento nella gara a squadre.
- Europei Under-23

Tel Aviv 2016: bronzo nei 90 kg.
- Europi juniores

Bucarest 2014: oro negli 81 kg.
Malaga 2016: oro negli 81 kg.
- Europei cadetti

Tallin 2013: argento nei 73 kg.

### Vittorie nel circuito IJF
| Data           | Località  | Paese       | Categoria  |
| -------------- | --------- | ----------- | ---------- |
| 8 marzo 2019   | Marrakech | Marocco     | Grand Prix |
| 12 maggio 2019 | Baku      | Azerbaigian | Grand Slam |